# Movimiento Gay Revolucionario de Venezuela
Movimiento Gay Revolucionario de Venezuela (MGRV) fue una organización venezolana dedicada a la defensa de los derechos LGBT en el país y que presentaba una orientación de izquierda y de apoyo al gobierno de Hugo Chávez.

## Historia
La agrupación fue fundada el 6 de noviembre de 2002, siendo presentada oficialmente el 6 de diciembre mediante la publicación de un manifiesto. Su principal coordinador fue Heisler Vaamonde, quien también se desempeñaba fue coordinador de la Comisión Juvenil para las Minorías Sexuales de la Juventud del Movimiento V República.
Entre las gestiones realizadas por el MGRV estuvo una reunión sostenida, junto con Unión Afirmativa de Venezuela, en mayo de 2005 con Freddy Bernal, alcalde del Municipio Libertador de Caracas, a raíz de declaraciones homófobas, y en las cual su oficina se comprometió a defender la igualdad de derechos para las personas LGBT, así como también evitar abusos por parte de la Policía de Caracas. Ese mismo año MGRV presentó a Heisler Vaamonde como candidato a la Asamblea Nacional en las elecciones parlamentarias realizadas en diciembre, en las que no resultó elegido; fue inscrito en las listas del Municipio Libertador por el Partido Verdad Libre. En agosto del mismo año la agrupación desmintió ser la autora de un documento titulado «¡¡¡Bolívar era gay!!!!» y que se atribuía al MGRV.
La agrupación realizaba actividades destinadas a fomentar la inclusión de la diversidad sexual, como por ejemplo un Programa de Apoyo al Emprendedor HLBTT; jornadas de formación, orientación e información sobre homosexualidad; jornadas de discusión y debates sobre la Ley para la Igualdad y No Discriminación por Orientación Sexual; y programas deportivos.
El Movimiento Gay Revolucionario de Venezuela fue disuelto en 2008, siendo su sucesor el Bloque Socialista Unido de Liberación Homosexual, surgido en el marco del proceso de constitución del Partido Socialista Unido de Venezuela (PSUV).